# A Different Kind of Love Song
«A Different Kind of Love Song» — пісня американської співачки Шер з її 24-го студійного альбому «Living Proof» (2001). Пісня була написана та спродюсована Сігурдом Роснесом та Йоханом Абергом, співавтором стала Мішель Льюїс, а співпродюсером виступив Андерс Хенссон. Пісня в стилі денс-поп торкається тем трагедії, героїзму та братства і була випущена як подвійний сингл з «The Music's No Good Without You» у липні 2002 року на лейблах «WEA» та «Warner Bros. Records».
«A Different Kind of Love Song» отримала в основному позитивні відгуки музичних критиків, які визнали її одним із «найяскравіших моментів» альбому, хоча й відзначили сильно оброблений вокал Шер через використання функції «auto-tune». Пісня потрапила у кілька категорій чартів журналу «Billboard», таких як «Dance/Club Play Songs», де вона посіла перше місце, «Hot Dance Music/Maxi-Singles Sales», посівши друге місце, і в чарт «Adult Contemporary». До «A Different Kind of Love Song» не було знято музичне відео, для її просування, але Шер виконувала пісню у низці заходів, у тому числі в епізоді серіалі «Вілл і Грейс», під час виступів «Living Proof: The Farewell Tour» та під час 50-го сезону телепередачі «American Bandstand» у 2002 році.

## Складова та реліз
«A Different Kind of Love Song» — денс-поп-пісня, написана та спродюсована Йоханом Абергом, у співавторстві з Мішель Льюїс та Сігурдом Роснесом. Андерс Хенссон виступив співпродюсером пісні. За словами Майкла Паолетти з «Billboard», трек «виявляє, що Шер не надто розгойдує човен „Believe“: приспів звучить піднесено, ударні тупотять, а вокал співачки надзвичайно ефектний». Джим Фарбер із «Entertainment Weekly» вважав, що вокал Шер «надто оброблений» через використання функції «auto-tune». Як зазначив журналіст «Rolling Stone» Баррі Волтерс, з ліричної точки зору «A Different Kind of Love Song» «відсилає до тем трагедії, героїзму та братерства». Надалі різні продюсери, зокрема Родні Джеркінс, зробили обробки пісні у вигляді реміксів. В інтерв'ю «MTV News» Джеркінс сказав, що йому «лестить робота з Шер». Далі він додав: «Неймовірно мати можливість працювати зі справжньою дівою. Шер сказала, що просто хоче, щоб я займався своєю справою, що було найнеймовірнішим у світі. І мені було весело це робити». Ремікс був включений до збірки «The Very Best of Cher» 2003 року. «A Different Kind of Love Song» вийшла як сингл у липні 2002 року, з піснею «The Music's No Good Without You» на стороні-А.

## Просування
«A Different Kind of Love Song» не має відеокліпу. Однак Шер виконала її в комедійному серіалі «Вілл і Грейс» у 2002 році, де вона з'явилася як спеціальний гість в епізоді «Ш. З.: штучне запліднення, частина 2» у ролі Бога. Співачка також виконувала пісню під час першого етапу «Living Proof: The Farewell Tour» та 20 квітня 2002 року під час 50-го сезону телепередачі «American Bandstand». Відео з живим виконанням пісні, взяте з «Living Proof: The Farewell Tour», було включене як бонус-трек у DVD «The Farewell Tour».

## Оцінки
Майкл Паолетта з «Billboard» вважав альбомну версію пісні «ідеальною», але при цьому додав «що це може надто оптимістично для клубного життя». У своїй рецензії до «Living Proof» Джим Фарбер із «Entertainer Weekly» зазначив, що його пісні «мають достатньо енергії, щоб зробити щось більше, ніж разове повернення», тоді як Керрі Л. Сміт з «AllMusic» у своєму огляді вибрав саме цю пісню альбому, як найкращу. «Slant Magazine» назвав пісню «ейфоричною».
«A Different Kind of Love Song» потрапила до кількох категорій чартів «Billboard». У чарті «Dance/Club Play Songs» 31 серпня 2002 року пісня посіла перше місце і 30-е у чарті «Adult Contemporary». Також вона посіла друге місце у чарті «Hot Dance Music/Maxi-Singles Sales».

## Трек-лист
US CD Maxi Single (942455-2)
1. «A Different Kind Of Love Song» (Rosabel Attitude Vocal) — 8.56
2. «A Different Kind Of Love Song» (Murk Main Mix) — 9.06
3. «A Different Kind Of Love Song» (Ralph's Alternative Vox) — 9.17
4. «A Different Kind Of Love Song» (Rodney Jerkins Main Mix (Faster)) — 4.19
5. «A Different Kind Of Love Song» (Johnny Rocks Mix Show Edit) — 5.58
6. «A Different Kind Of Love Song» (Lenny B.'s Different Kind Of Club Mix) — 7.15
7. «A Different Kind Of Love Song» (Craig J Classic Love Mix) — 7.04
8. «The Music's No Good Without You» (Almighty 12" Mix) 8.04
9. «The Music's No Good Without You» (Walter Taieb Mix) — 7.40

## Учасники запису
Перелік учасників вказано згідно інформації обкладинки альбому «Living Proof».
- Шер — вокал
- Йохан Аберг — композитор, продюсер, бас, гітара, клавішні, програмування, мікшування
- Мішель Льюїс — композитор
- Сігурд Роснес — композитор
- Андерс Хенссон — продюсер
- Нейл Такер — асистент інженера
- Есбйорн Гуннарссон — бас
- Зіггі — бек-вокал, клавішні, програмування
- Денніс Бі — клавішні, програмування, мікшування
- Бйорн Енгельманн — мікшування
- Марі Діф'юз — бек-вокал

## Чарти
| Чарт (2002)                            | Позиція |
| -------------------------------------- | ------- |
| Румунія (Romanian Top 100)             | 28      |
| США (Adult Contemporary) (Billboard)   | 30      |
| США (Hot Dance Club Songs) (Billboard) | 1       |
| США (Dance Singles Sales (Billboard))  | 2       |

| Чарт (2002)                           | Позиція |
| ------------------------------------- | ------- |
| США (US Dance Club Songs (Billboard)) | 7       |